# Список недействующих храмов Санкт-Петербурга
Список недействующих храмов Санкт-Петербурга

## Православные храмы

Собор Воскресения Христова (Спас на крови)

- Спас на Крови (набережная канала Грибоедова, 2) — 1 марта 1881 года террорист Гриневицкий из «Народной воли» взрывом бомбы смертельно ранил возвращавшегося с парада в Михайловском манеже Александра II. На месте преступления архитектором Парландом и архимандритом Игнатием (Малышевым), настоятелем Троице-Сергиевской пустыни, был спроектирован храм, в основу которого были положены «исконно русские начала». Храм был заложен 6 октября 1883 года. В украшении здания принимали участие художники М. В. Нестеров и В. М. Васнецов. Снаружи помещено «распятие с предстоящими», а внутри, на месте смертельного ранения, установлена сень.

Храм был закрыт в 1930 году, а в 1970 году сооружение передано музею «Исаакиевский собор».

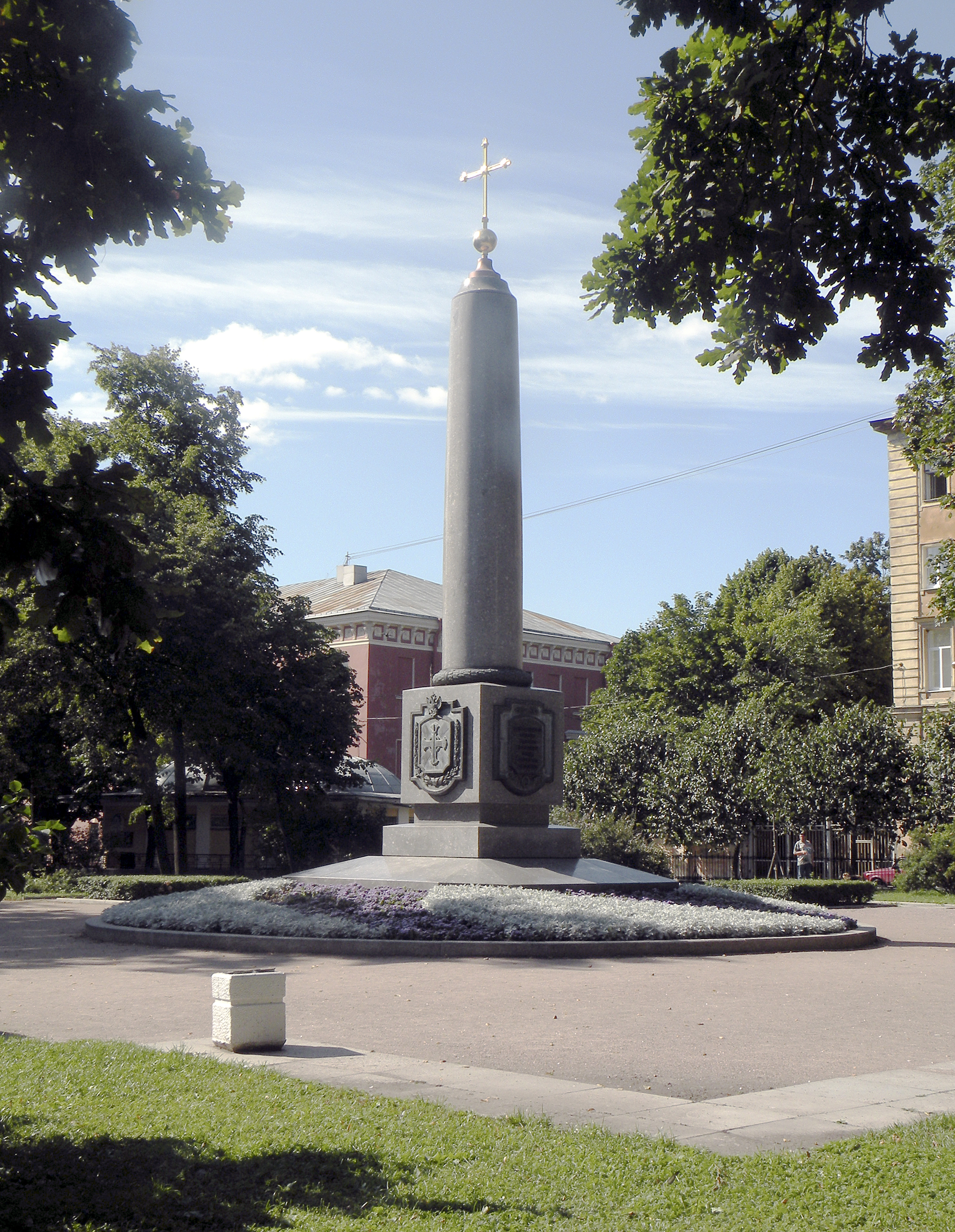
Памятник собору Введения во храм Пресвятой Богородицы Лейб-гвардии Семёновского полка

- Собор введения во Храм Пресвятой Божией Матери лейб-гвардии Семёновского полка (Загородный проспект, напротив Витебского вокзала) — построен в 1837—1842 годах архитектором К. А. Тоном при участии А. К. Росси, Н. Л. Бенуа и К. К. Мейснера.
- Собор преподобного Сергия Радонежского всей артиллерии (Литейный проспект) — построен архитектором И. Я. Шумахером.

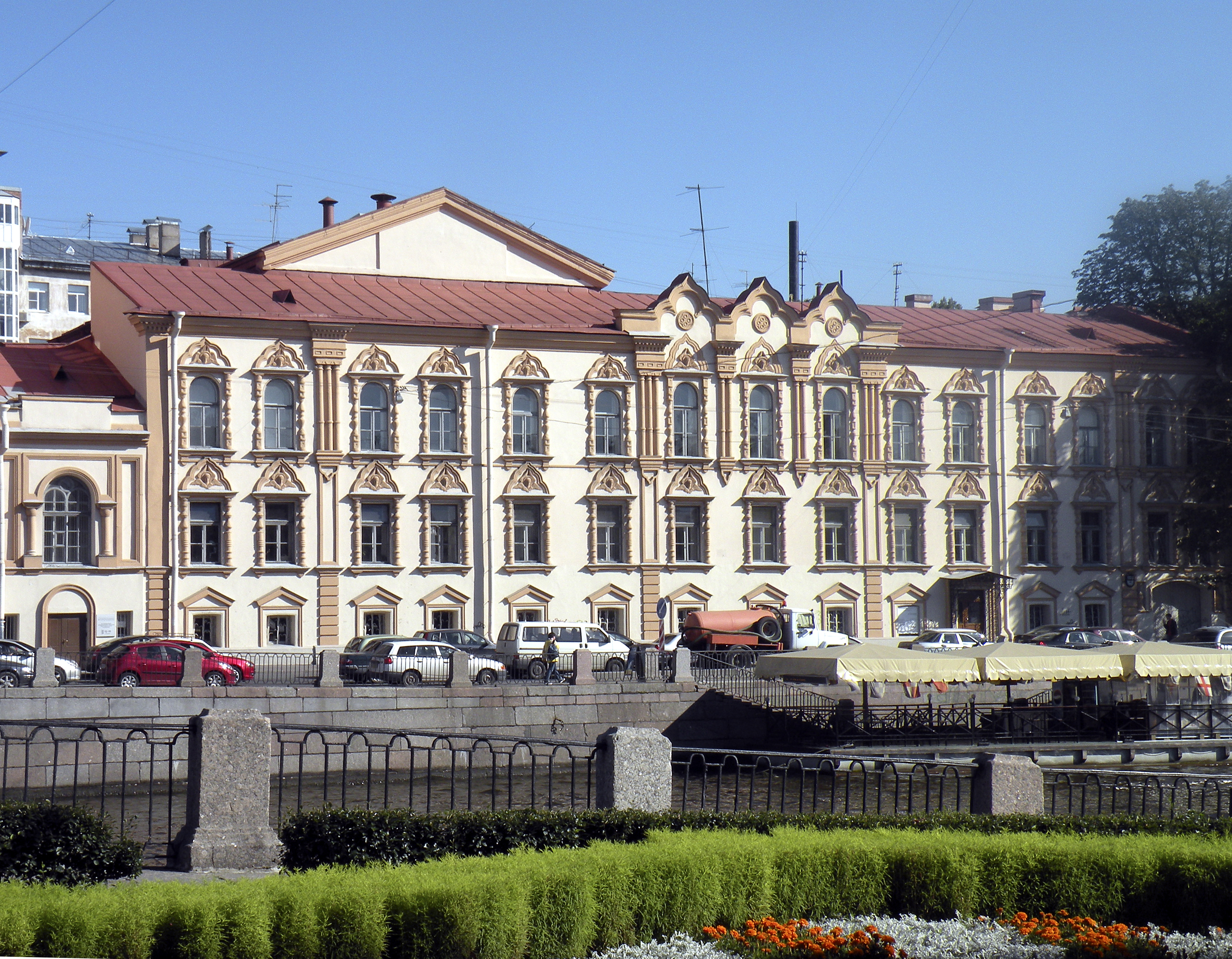
Подворье Троице Сергиевой Приморской мужской пустыни

- Подворье Троице-Сергиевой Приморской мужской пустыни (набережная Фонтанки) — сейчас в здании располагается главный корпус Центральной городской публичной библиотеки имени В. В. Маяковского.
- Церковь Святой Великомученицы Екатерины (Старо-Петергофский пр., 6) — эта церковь была почти ровесницей города. Первой победой Петра I на море был захват двух шведских кораблей в устье реки Фонтанки. По этому поводу была выбита медаль и в ближайшей деревне Калинкиной выстроена деревянная часовня. По существующему преданию, именно в ней Пётр тайно обвенчался с Екатериной. По проекту Константина Тона здесь построена церковь Святой Великомученицы Екатерины. Она была создана по инициативе местных жителей, проявленной ещё в 1806 году и поддержанной Николаем I. Закладка церкви произведена 8 сентября 1831 года, а освящение состоялось 28 мая 1844 года. В 1929 году храм, представлявший собой самый ранний образец зарождающегося русско-византийского стиля, был разобран. На его месте сооружён кинотеатр «Москва».

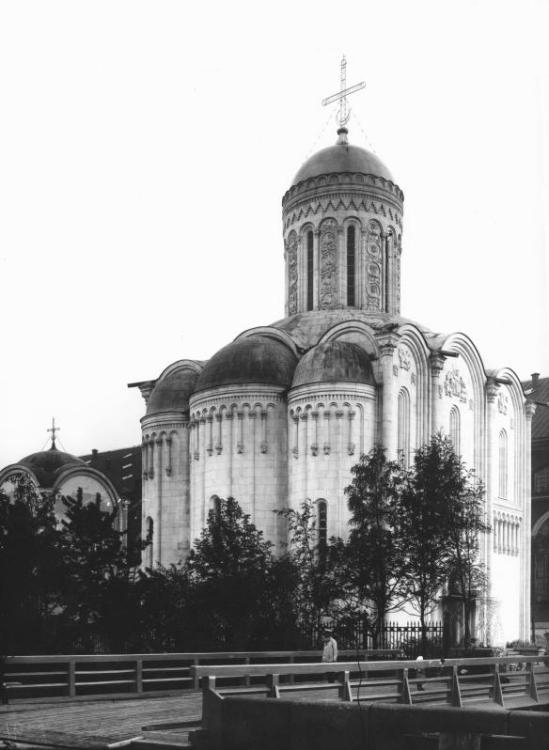
Храм Спасителя в память Гефсиманского Борения и Свт. Николая Чудотворца

- Спас на водах (Ново-Адмиралтейский канал) — был задуман ещё капитаном первого ранга Игнациусом, бывшим в Цусиме командиром флагманского броненосца «Князь Суворов» и погибшим вместе с ним. Ко времени выхода Второй эскадры храм был почти закончен. Иконы для небольшого одноярусного иконостаса были написаны матросом Владимировым.

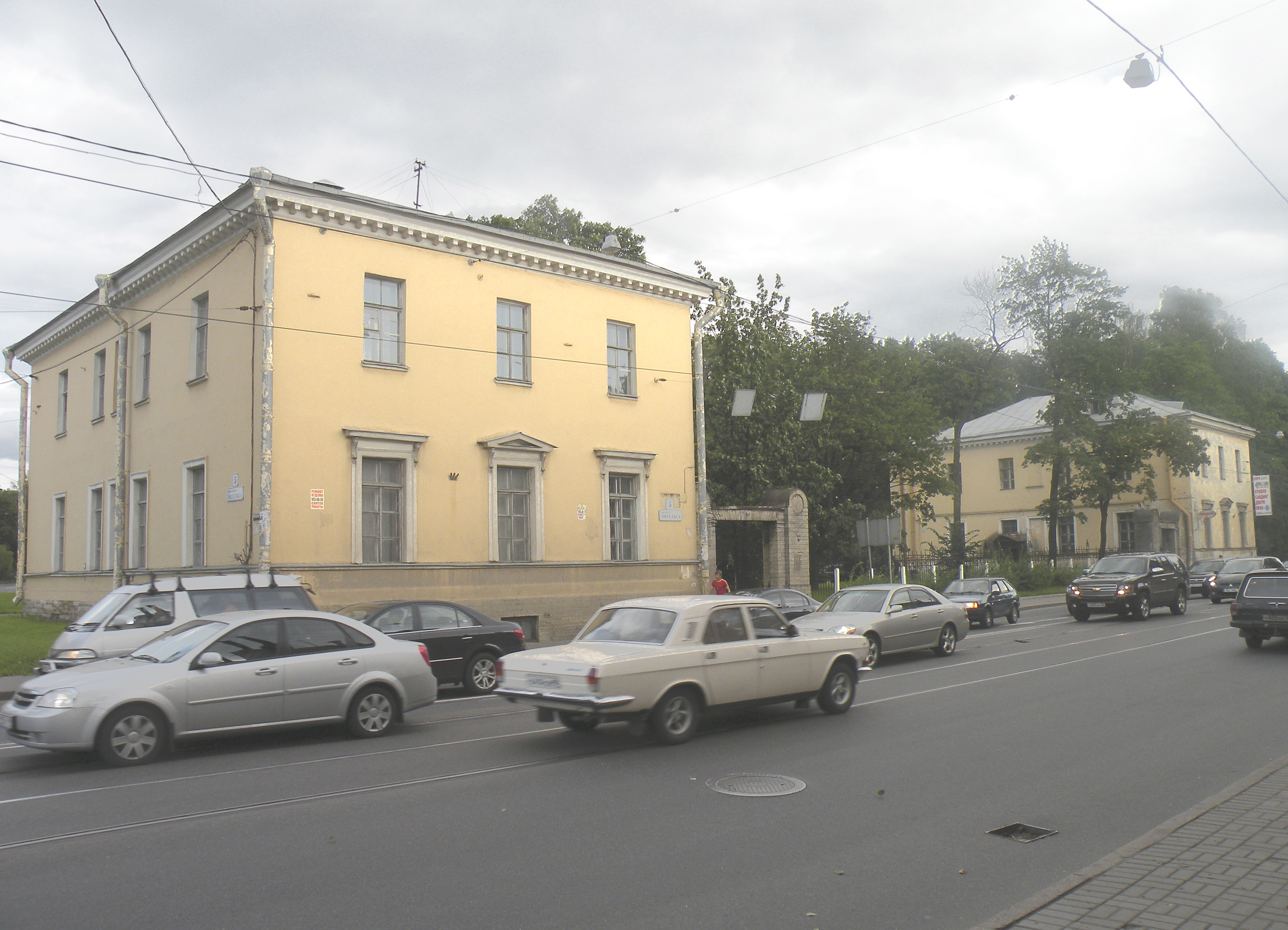
Здания богадельни при церкви Равноапостольного князя Владимира при Орлово-Новосильцевском благотворительном заведении

- Церковь равноапостольного князя Владимира — представляла собой круглое в плане здание в стиле ампир, с дорическим портиком и колокольней, построенной по проекту И. Шарлемана. Ему же принадлежал и проект зданий богадельни. Заложена 1 мая 1834 года и освящена 15 мая 1838 года. Источником доходов церкви были деньги, поступавшие от имения в Ладожском уезде. Храм закрылся весной 1932 года и в июне того же года взорван. Оставшиеся здания богадельни были перестроены, некоторое время были жилыми, затем в них размещалась стоматологическая поликлиника. Поводом для строительства комплекса была гибель на дуэли князя Новосильцева. Церковь и богадельню построила мать Владимира Новосильцева, пытаясь тем самым отмолить свою вину[1].

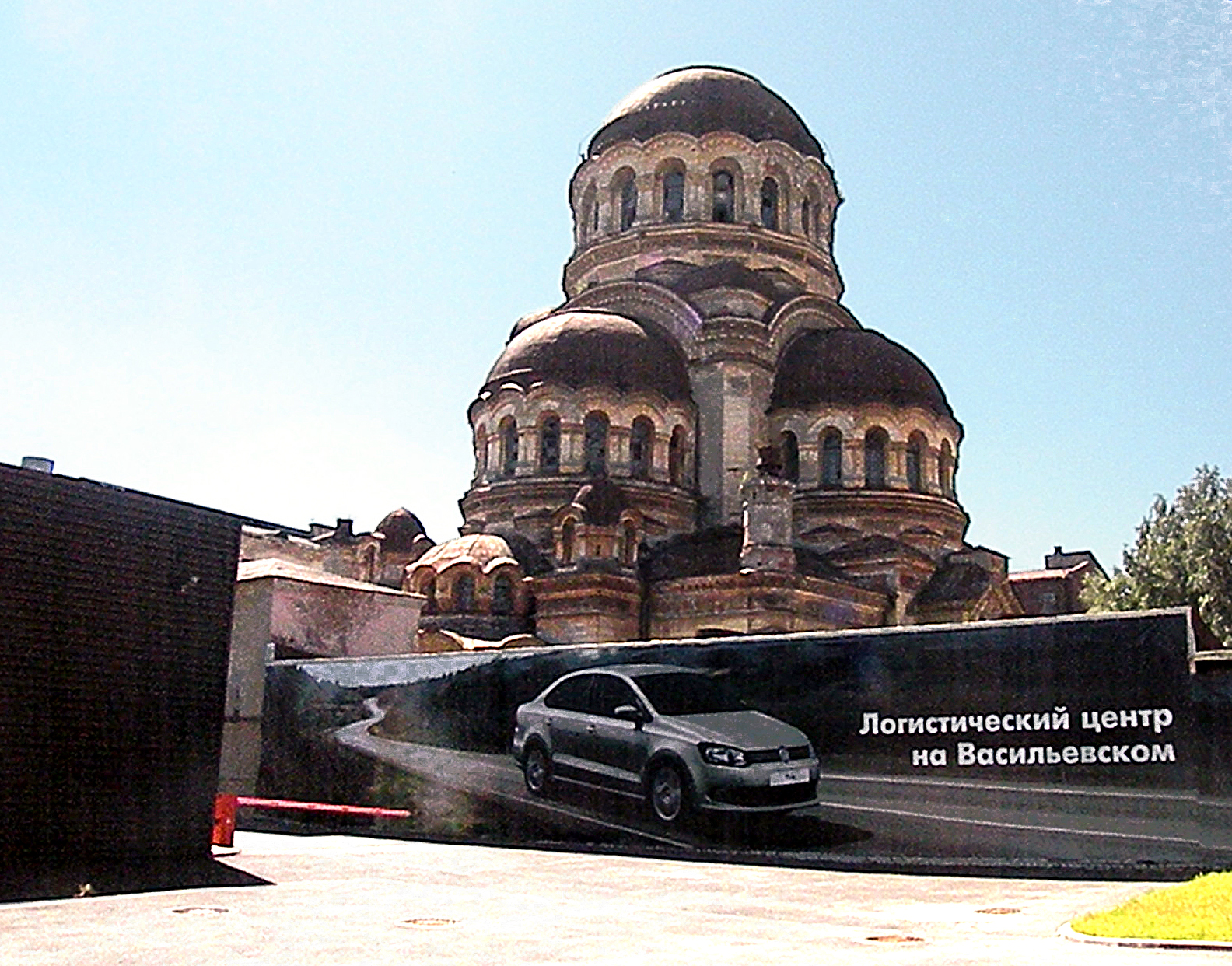
Церковь Божией Матери Умиления (Милующей)

- Церковь Милующей Божией Матери (БоХрам святителя Павла Исповедника (Санкт-Петербург)

25 октября 1898 года основной придел церкви был освящён в присутствии Иоанна Кронштадтского и обер-прокурора Святейшего Синода К. П. Победоносцева. Закрыта в 1932 году и при перестройке приспособлена под барокамеру учебного отряда подводного плавания.

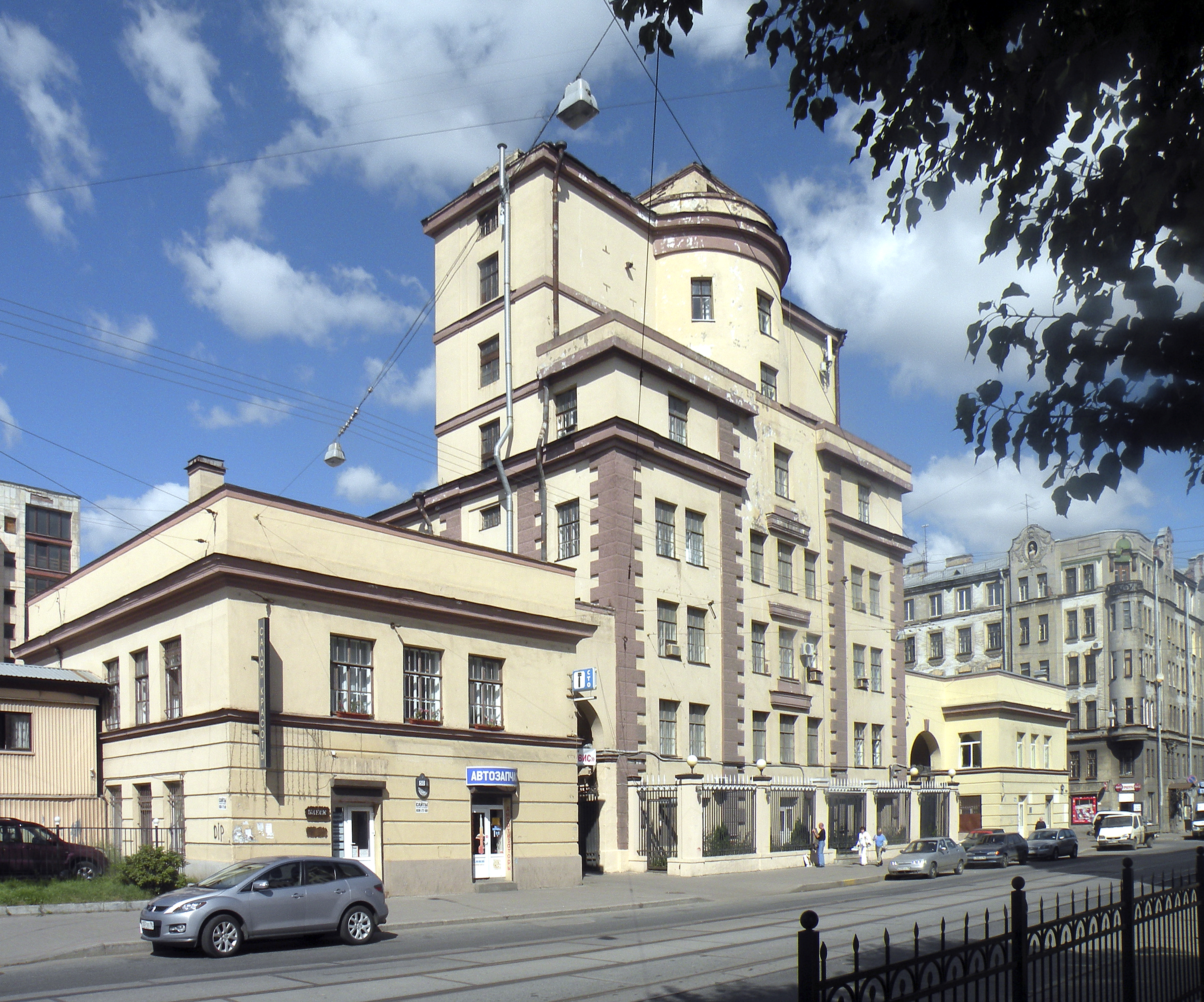

- Церковь Преподобного Алексия, человека Божия (Чкаловский пр., 50) — вначале на этом месте предполагалось создать домовую церковь Дома милосердия — приюта для проституток с отделением для малолетних преступников. Но построенная церковь быстро обветшала. Новая каменная считалась одним из лучших произведений архитектора Г. Д. Гримма в неорусском стиле. Деньги на её постройку поступали от московского купца Алексея Дьячкова, и храм был посвящён его святому. Церковь, состоящая из верхней и нижней, была заложена 22 октября 1906 года. Верхняя бесстолпная церковь была освящена в 1911 году, а нижняя простояла без освящения. Здесь, впервые в столице, начала практиковаться церковная встреча Нового года. Церковь закрыта в 1932 году и сразу же переделана под заводское здание.

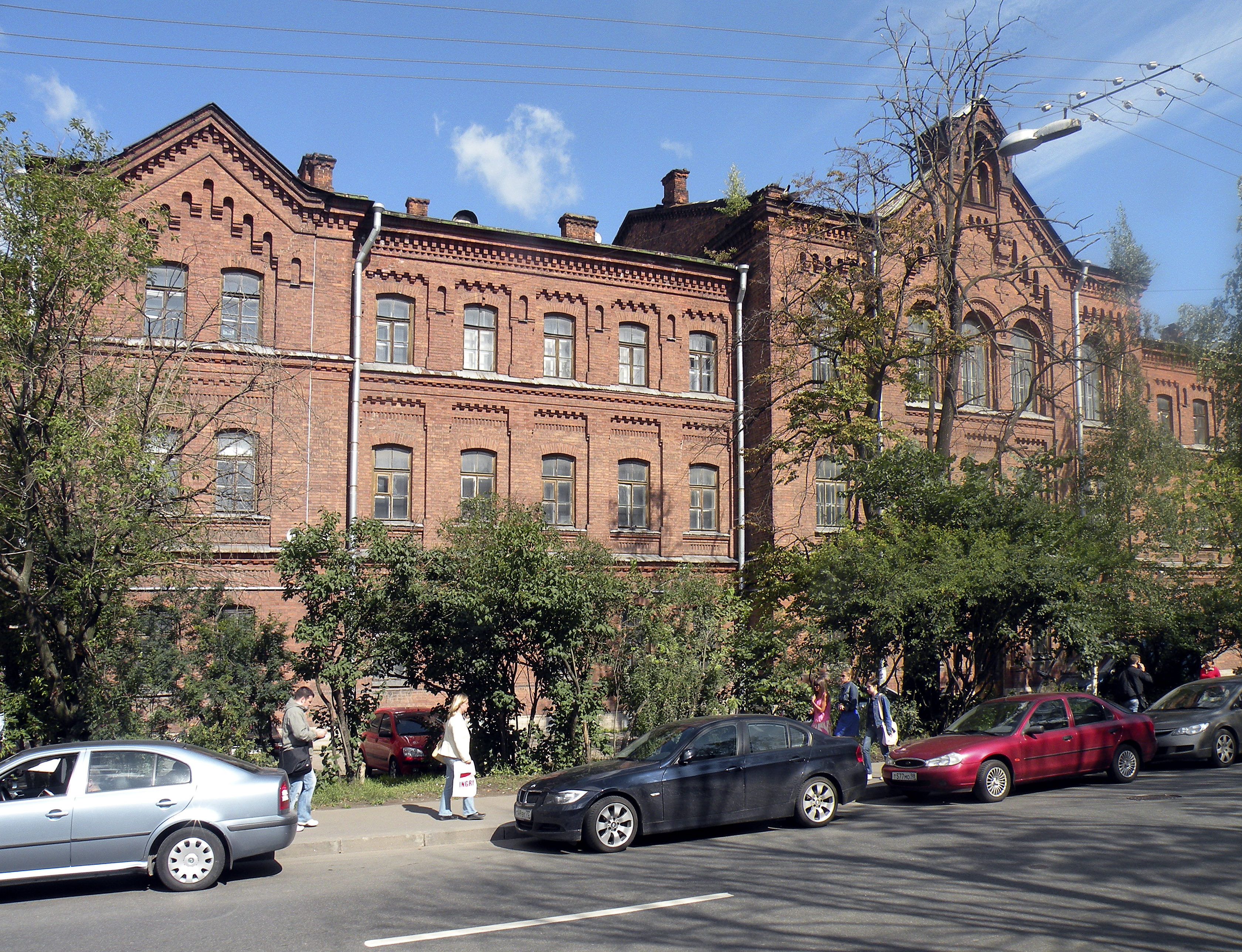
Здание с б. церковью Равноапостольной Марии Магдалины при Александро-Мариинском училище слепых

- Здание с церковью Равноапостольной Марии Магдалины при Александро-Мариинском училище слепых (ул. Профессора Попова, 37).
- Домовый храм святителя Павла Исповедника при Морском Кадетском корпусе на набережной лейтенанта Шмидта

## Единоверческие церкви

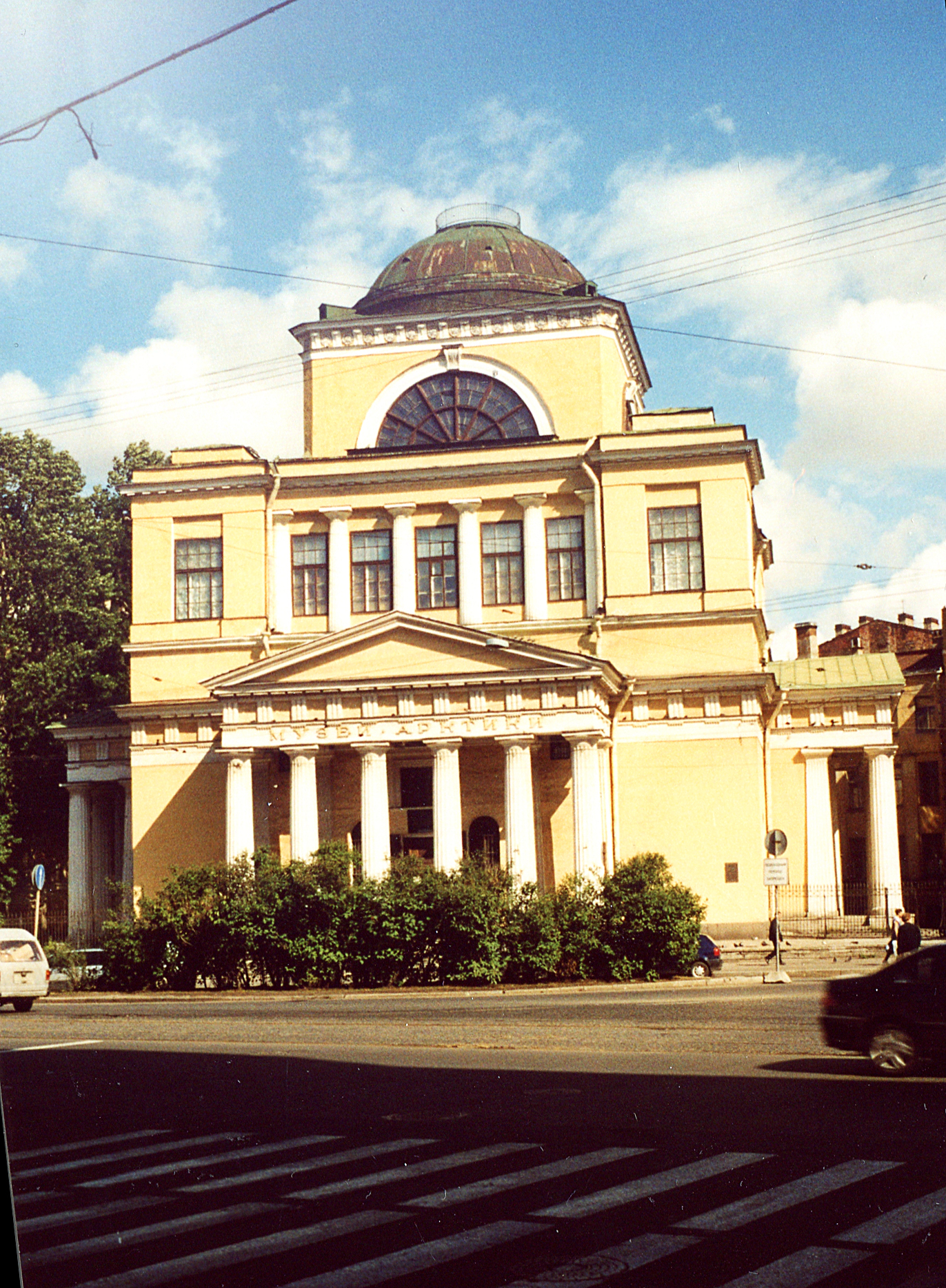
Единоверческая церковь

Основателем единоверия был монах-старообрядец Никодим, который хотел через православие восстановить прежнюю иерархию в старообрядчестве при сохранении особенностей его обряда. Административно единоверческие церкви подчиняются РПЦ. Первая единоверческая церковь была основана в 1788 году в Елисаветграде в Малороссии.
Перед Октябрьской революцией в столице насчитывалось несколько тысяч единоверцев. После упразднения Никольской единоверческой церкви, находившейся на Николаевской, в Петербурге не осталось храмов этого толка.
 Никольская единоверческая церковь 
(Марата ул. (бывш. Николаевская), д. 24а)

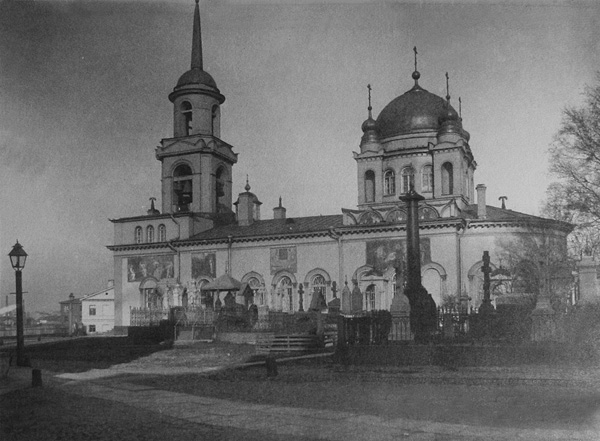
Церковь на Волковском единоверческом кладбище

Проект здания разработал видный архитектор позднего ампира А. И. Мельников Закладка храма была произведена 20 августа 1820 года, но из-за недостатка средств строительство длилось 18 лет. В 1910 году возникла мысль превратить церковь в единоверческий собор, но дело не пошло.
Храм закрыт 31 мая 1931 года «ввиду обнаружения ОГПУ замурованных в стенах ценностей». После этого приход церкви был в полном своём составе отправлен в ГУЛАГ.
После закрытия церкви в её здании разместился музей Арктики, который после окончания Второй мировой войны и начала интенсивного освоения Антарктиды был переименован в музей Арктики и Антарктики.

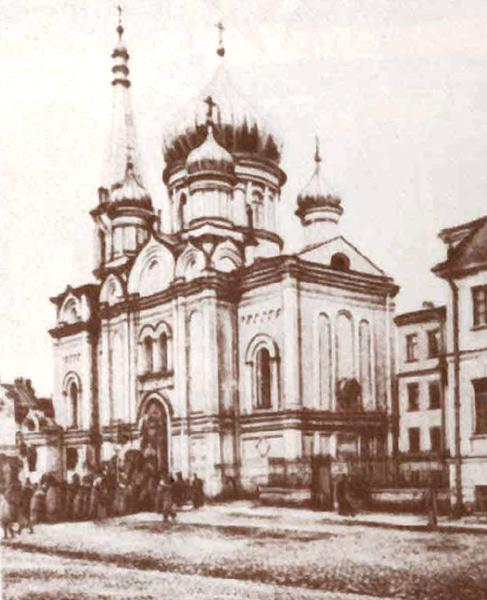
Миловская церковь на Захарьевской ул.

 Благовещенская церковь (Церковь во имя Благовещения Пресвятой Богородицы)  на Волковском единоверческом кладбище (набережная реки Волковки, 7) — построена в 1816—1836 годах по проекту арх. А. И. Мельникова. Закрыта и снесена в 1931 году.
 Церковь Преподобной Марии, именовавшейся Марином  на Большеохтинском кладбище (Партизанская улица д. 2) — построена в 1895—1898 годах по проекту арх. Н. Н. Никонова. Закрыта и снесена в 1929 году.
 Миловская церковь (Единоверческая церковь святого Николая)  (Захарьевская улица д. 18) — построена в 1845—1852 годах по проекту арх. Н. Е. Ефимова. Снесена в 1932 году, сейчас на этом месте находится корпус Военно-строительного института.

## Старообрядческие церкви

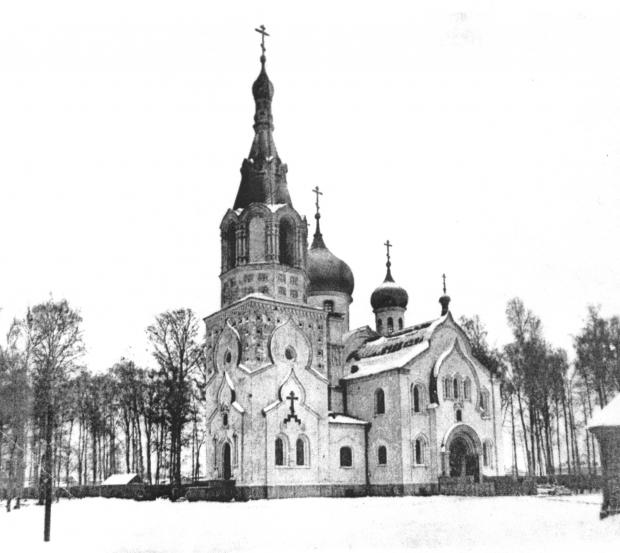
Церковь на Громовском кладбище (ул. Старообрядческая)

Церковь Петра Митрополита Московского при Чубыкинской старообрядческой богадельне  (Московский проспект д. 108) — построена в 1897—1908 годах по проекту Л. И. Гилева и В. П. Цейдлера. Закрыта в 1922 году, перестроена, в настоящее время — детская музыкальная школа имени В. В. Андреева.
 Церковь во имя Покрова Пресвятой Богородицы на Громовском кладбище  (Старообрядческая улица д. 8) — построена в 1912—1914 годах по проекту Н. Г. Мартьянова. Снесена в 1939 году, сейчас на месте храма установлен деревянный крест.
 Старообрядческая церковь Воскресенья Христова федосеевской общины новоженов  (улица Константина Заслонова д. 6а) — церковь, принадлежащая федосеевцам, одному из направлений беспоповства, построена в 1909—1910 годах по проекту арх. В. А. Липского. Снесена в 1930-е годы, сейчас на её месте располагается средняя школа № 309.

## Лютеранские храмы
- Церковь Христа Спасителя при евангелической больнице (Лиговский проспект, 4) — больница открылась в 1859 году по инициативе врача К. К. Мейера. Каменное здание было поручено спроектировать архитекторам Р. Б. Бернгарду и О. Г. Гиппиусу. Освящение храма состоялось 7 апреля 1874 года. Помимо больных, церковью пользовались жившие здесь диаконисы — сестры милосердия и окрестные лютеране. Церковь закрыта в начале 1920-х годов. Сейчас в больнице размещается Научно-исследовательский институт фтизиопульмонологии.

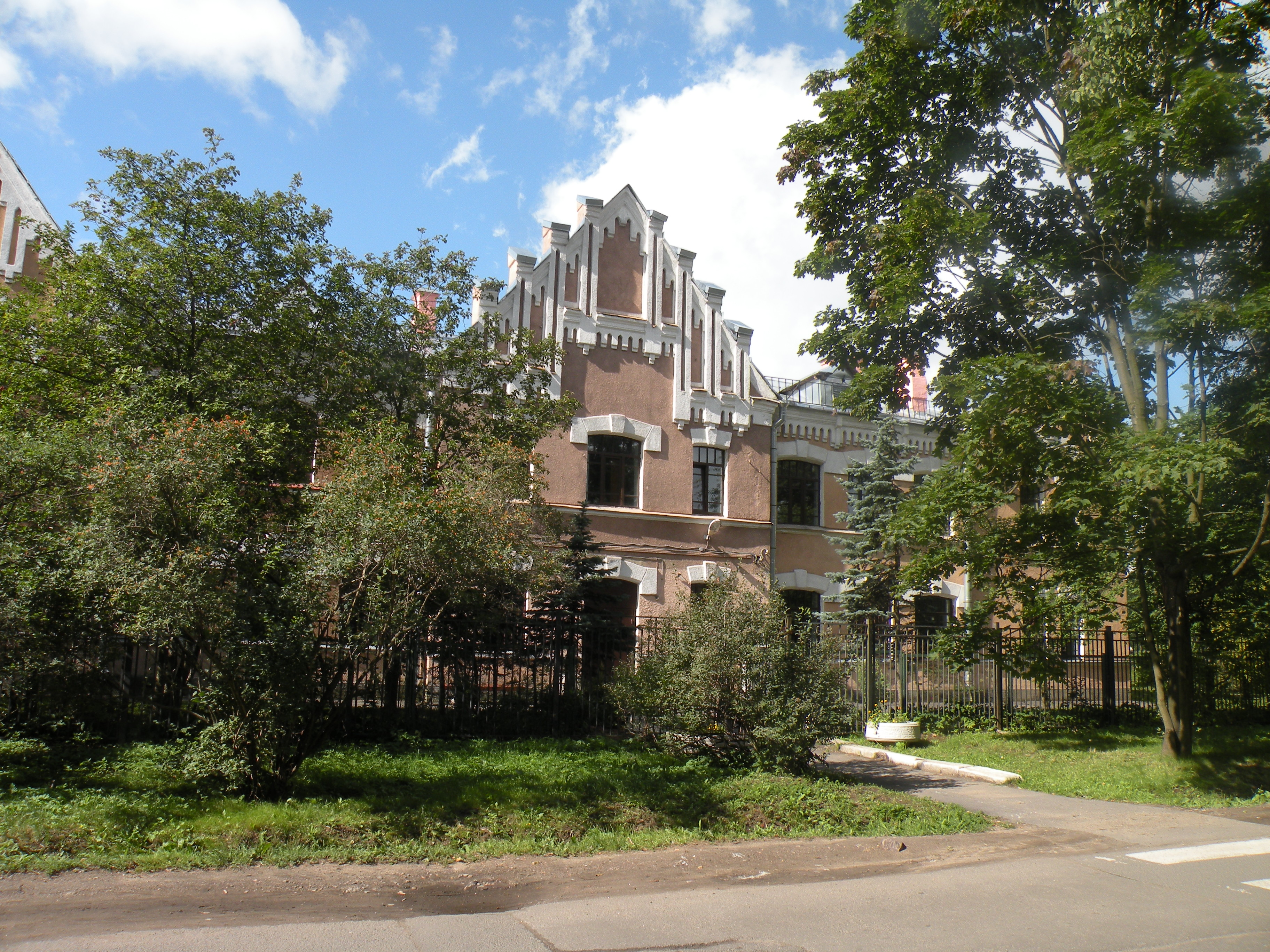
Молитвенный зал в евангелическом приюте во имя Христа Спасителя

- Молитвенный зал в евангелическом приюте во имя Христа Спасителя (Ярославский проспект, 4) — Александр Ферман, пастор церкви Святого Петра, на средства почётного гражданина города Ф. В. Вальца создал приют для детей-идиотов и эпилептиков. Зал для молитв был открыт 27 декабря 1880 года. В 1907—1909 годах в приюте был выстроен каменный дом по проекту военного инженера В. П. Стаценко, на втором этаже которого разместился молитвенный зал. Дата закрытия храма неизвестна. Сейчас здесь расположен детский дом.
- Часовня Христа Спасителя во дворце принца Ольденбургского (Дворцовая набережная, 1) — в конце 1830-х годов дворец перешёл к принцу П. А. Ольденбургскому, лютеранину по вероисповеданию. Здание было заново перестроено архитектором В. П. Стасовым и 25 декабря 1841 года в нём состоялось освящение часовни. В 1918 году она прекратила своё существование.

## Католические храмы
Церковь Святого Викентия де Поля при французском благотворительном обществе 
(13 линия Васильевского острова, 52)
Французское благотворительное общество по традиции возглавлялось супругой посла и приступило к работе в 1822 году, хотя было создано в 1817 году.
Французское благотворительное общество приобрело здесь в 1880-х годах обширную территорию, на которой в 1885 году по проекту известного петербургского архитектора графа П. Ю. Сюзора началось строительство приюта и богадельни. Освящение дома и церкви состоялось 8 марта 1887 года. По окончании строительства двухэтажного каменного жилого дома в 1884 году Сюзор получил орден Почётного легиона. В 1890 году был построен одноэтажный флигель с мансардой, выходящий на улицу. В день взятия Бастилии в июле 1897 года был торжественно заложен спроектированный Сюзором больничный корпус при личном присутствии Президента Франции Феликса Фора. Этот визит ознаменовал начало эпохи сближения Франции и России. В 1901 году госпиталь был открыт. Он был назван в честь прибывшего в Петербург в 1902 году следующего Президента Франции Эмиля Лубе, также заложившего новый флигель.
Закрытие приходской церкви связано с репатриацией французов после переворота.
С 1950 по 1980 годы здесь находилась детская больница.
 Каплица Воздвижения креста при римско-католической коллегии 
(наб. р. Фонтанки, 118)
Поэт Державин имел личный дом, построенный для него в 1791—1806 годах архитектором Н. А. Львовым. В 1802 году была учреждена Римско-католическая коллегия во главе с митрополитом, ведавшая делами католиков России. В 1852 году архитектор А. М. Горностаев приспособил бывший дом Державина под нужды коллегии. При коллегии была сооружена и каплица. Коллегия закрыта в 1918 г. Теперь в здании находятся жилые квартиры.
 Каплица Девы Марии при училище ордена Святой Екатерины 
(наб. р. Фонтанки, 36)
В этом здании в царствование императора Александра Второго находилось закрытое учебное заведение для девочек. В нём была православная церковь, а также небольшая каплица для воспитанниц-католичек, которая действовала уже в 1870 г. Ныне в здании расположился газетный фонд Российской национальной библиотеки.
 Каплица Святого Иоанна Кантия при императорской Римско-Католической духовной академии 
(Васильевский остров, 1-я линия, д. 52)
Ранее в этом здании находилась Российская академия, возглавляемая Е. Р. Дашковой. Здание было построено в 1802—1804 годах А. А. Михайловым 2-м, в 1811 году другой архитектор эпохи ампира — В. П. Стасов расширил его боковыми флигелями и дворовым корпусом. В 1842 году из Вильно в Петербург был переведен богословский факультет местного университета, преобразованный при этом в духовную академию. Архитектор Х. Ф. Мейер приспособил для него здание бывшей Академии. Со двора он пристроил помещение для каплицы, которая была освящена 22 июня1844 года.
Академия была закрыта в 1918 году. Каплица стала приходской церковью, но и она была закрыта 16 ноября 1936 года. Ныне здание занято одним из факультетов Государственного педагогического университета.

## Англиканские церкви
- Церковь Иисуса Христа (Английская наб., 56) — англичане первыми из европейцев, ещё в XVI веке, установили торговые связи с Россией, основав английскую торговую компанию, которая в 1723 году переехала из Архангельска в столицу. В конце XVIII века они составляли небольшую замкнутую колонию в составе около 1 500 человек. С 1719 года у них был свой пастор в кирхе на дворе Крюйса. В 1723 году они наняли дом на набережной Невы, ставший с 1753 году собственностью английского консула и фактории. Церковь в доме размещалась на втором этаже. В 1814 году Д. Кваренги начал перестройку старинного особняка. А первая служба в новой церкви состоялась 5 декабря 1815 года. В связи с отъездом большинства англичан, которых в столице было около 2 000 человек, в 1919 году церковь была закрыта и её архивы перевезены посольством в Лондон. Сейчас здесь расположено городское бюро путешествий и экскурсий.
- Церковь Иисуса Христа, Британо-Американская (ул. Якубовича (Ново-Исаакиевская), 16)

Община образовалась 6 декабря 1833 года, объединив конгрегационалистов, а через семь лет отделилась от англикан. К приобретенному дому в 1839—1940 архитектор Карл-Вильгельм Винклер пристроил со двора молитвенный зал. Ныне в доме находится отделение милиции.

## Реформатские церкви

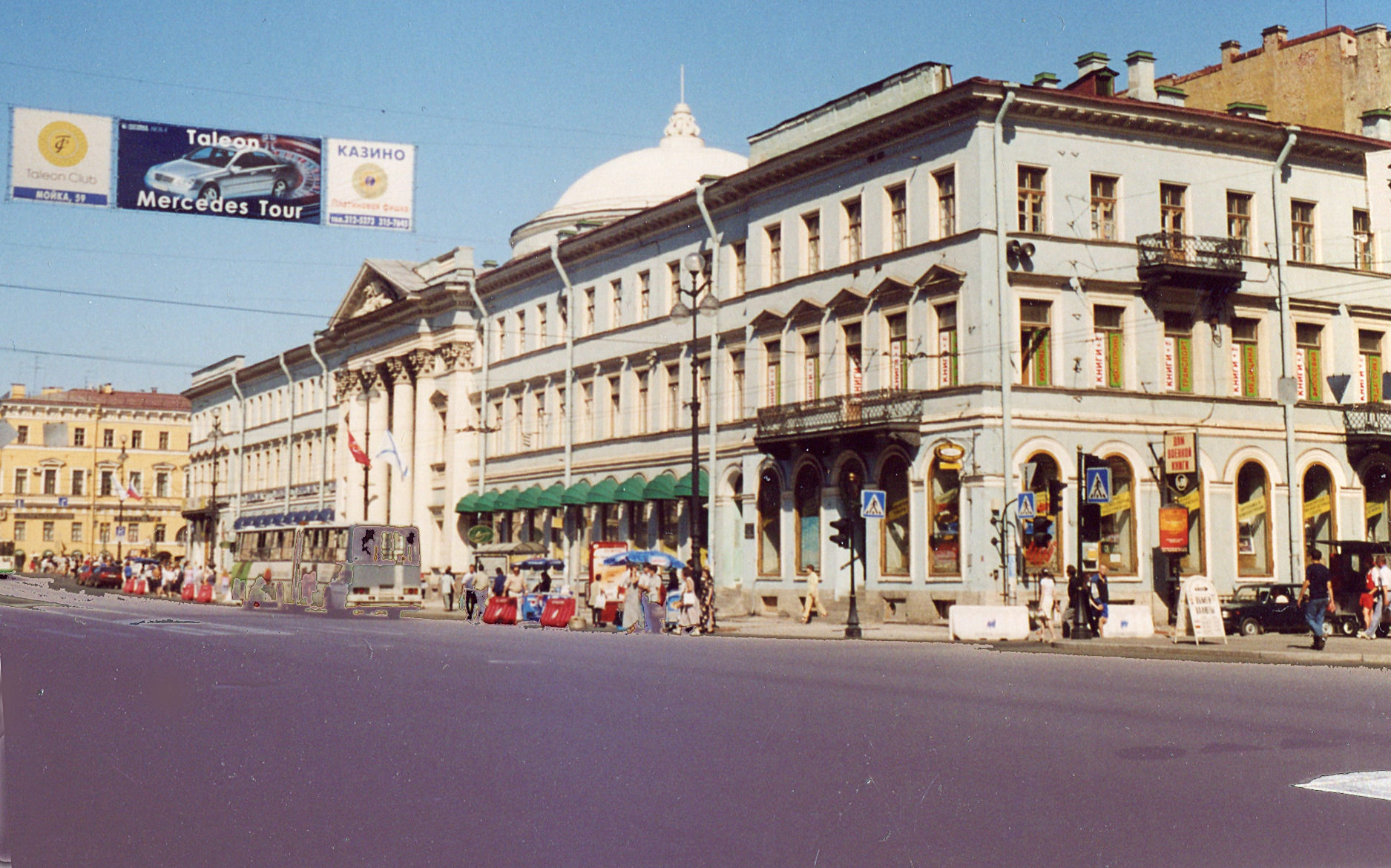
Голландская церковь 
(Невский проспект, 20)
Благодаря симпатиям Петра Великого к Голландии, выходцы из голландии играли в ранней истории Петербурга видную роль. С 1708 года они молились в лютеранской кирхе на дворе адмирала Крюйса, имея в ней с 1717 года своего пастора. 6 апреля 1733 года они приобрели дом, принадлежавший одному из первых строителей Петербурга архитектору Ж. Б. Леблону. В этот дом был перенесен молитвенный зал. После превращения Невского проспекта в главную улицу столицы голландцы захотели иметь более представительное здание.
15 июля 1831 года по проекту французского архитектора Поля Жако состоялась закладка храма. В прилегающих к храму флигелях находились магазины и квартиры. Освящение церкви произошло 14 января 1834 в присутствии принца Оранского и его сыновей, будущих голландских королей Вильгельма Второго и Вильгельма Третьего. На фронтоне церкви имелась надпись: «Deo et servatori sacrum». Перед Октябрьским переворотом община голландская насчитывала всего 300 человек, к тому же была сильно онемечена. Поэтому в храме на голландском языке служба шла лишь в летние месяцы, когда была навигация. В остальное время служба шла на немецком языке. Поскольку голландцы были репатриированы на родину, в конце 1927 года храм был закрыт и отдан кукольному театру. После ремонта в 1935—1936 годах в храме разместилась библиотека имени А. А. Блока.

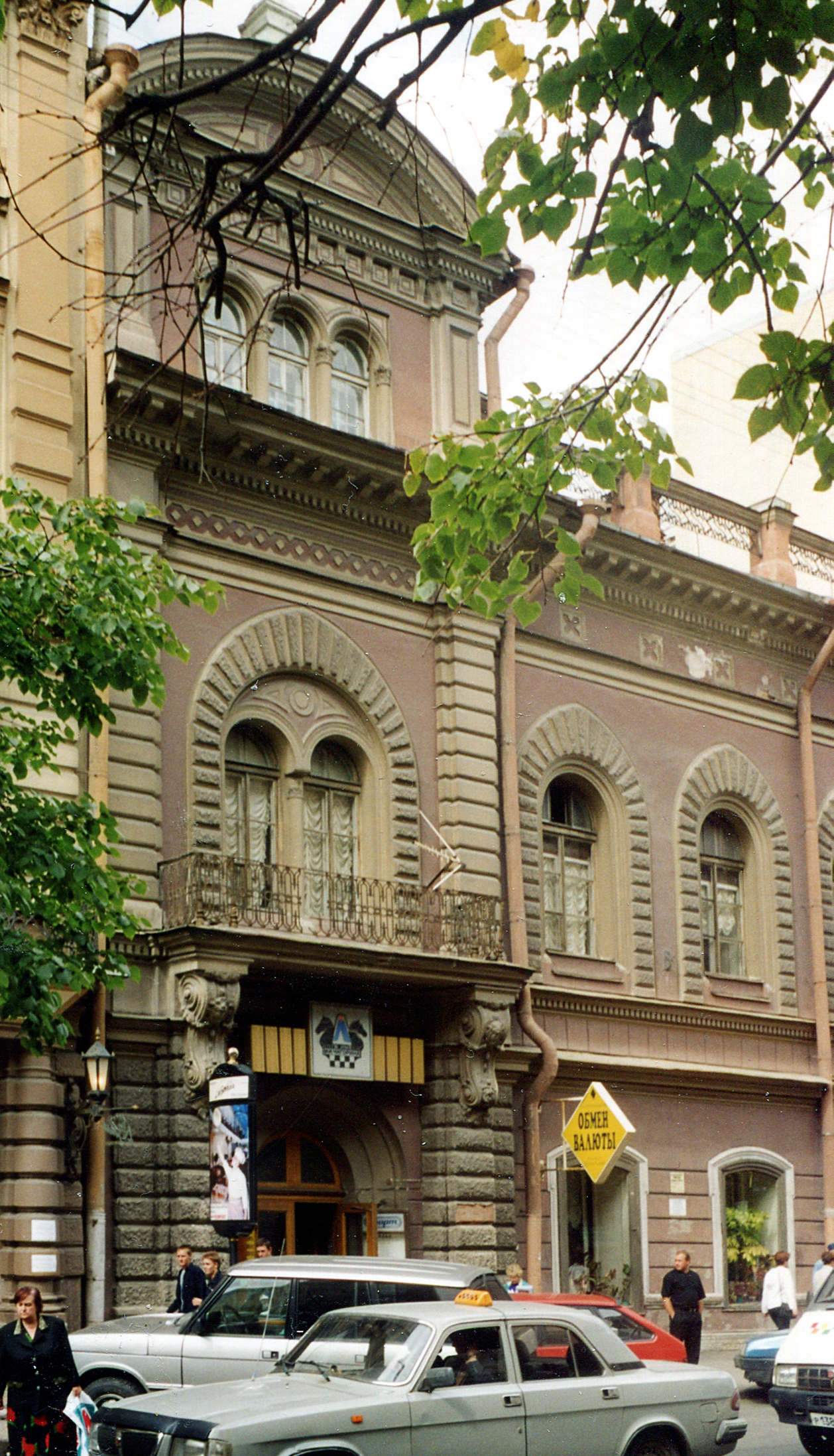
Церковь Апостола Павла французская

 Церковь Апостола Павла (французская) 
(Большая Конюшенная ул., 25)
С 1708 года французы, как и все протестанты, молились в лютеранской кирхе на дворе Крюйса, но в 1724 году отделились и образовали вместе с немцами реформатскую общину. 2 января 1728 года община купила на Большой Конюшенной участок, где архитектор Б. Растрелли построил небольшую деревянную церковь, причем Императрица Анна Иоанновна сделала пожертвование. Построенный по проекту Ю. М. Фельтена (заложен 13 мая 1770 года) храм был перестроен архитектором Г. Боссе и освящен заново 12 ноября 1840 года. В 1850 году в храме был установлен орган мастера Т. Метцеля из Регенсбурга, в 1858 году архитектором Ю. О. Дютелем был перестроен фасад. Перед Октябрьским переворотом из 800 прихожан только половину составляли французы. На рубеже 1930-х годов после закрытия храма в здании разместилась община евангельских христиан, которую сменил вскоре Дом атеистической пропаганды. С 1937 по настоящее время здесь располагается городской шахматный клуб имени Чигорина.
 Немецкая реформатская церковь 
(Большая Морская улица, 58)

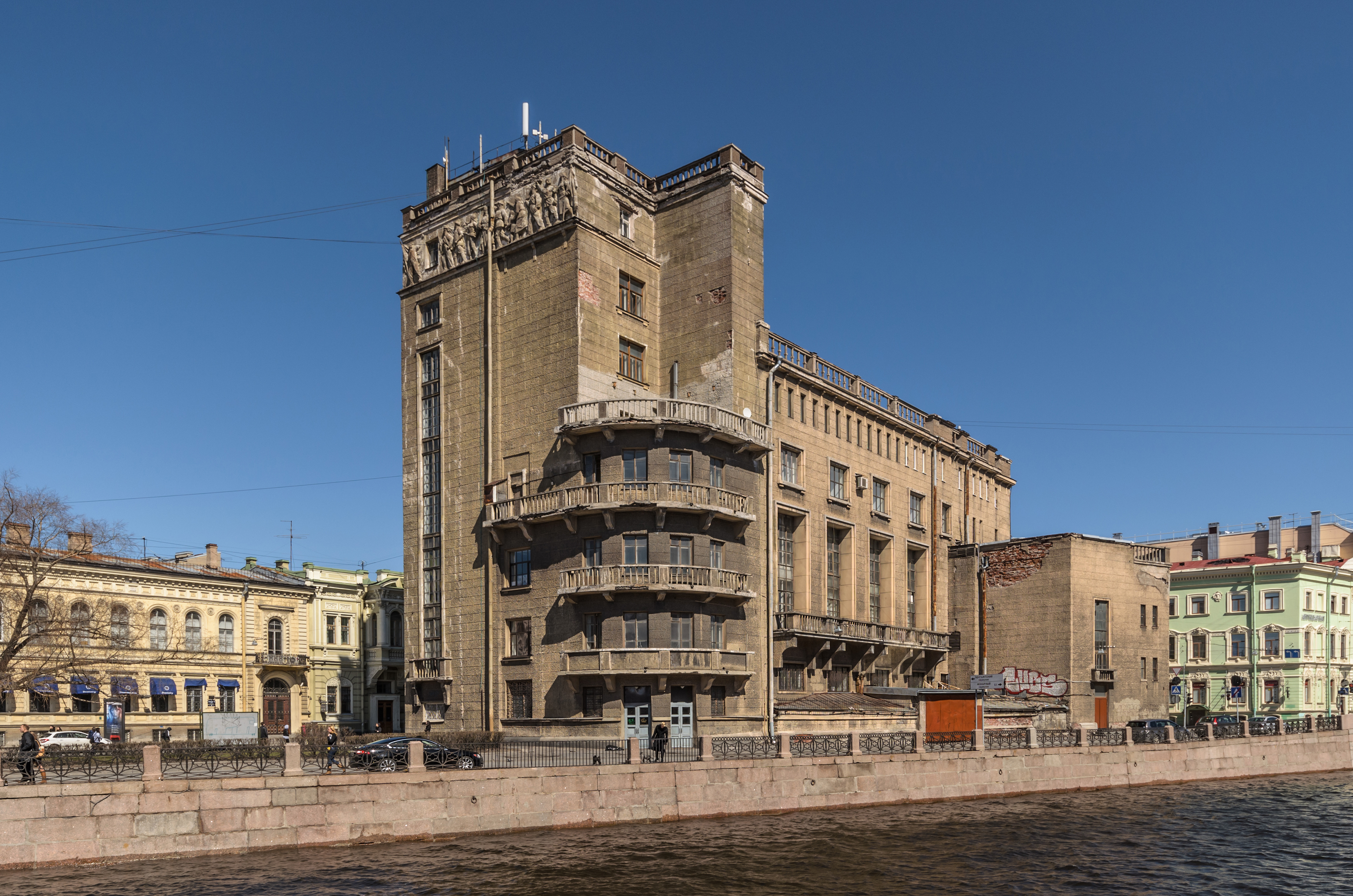
Современный вид здания: Дом Культуры работников связи

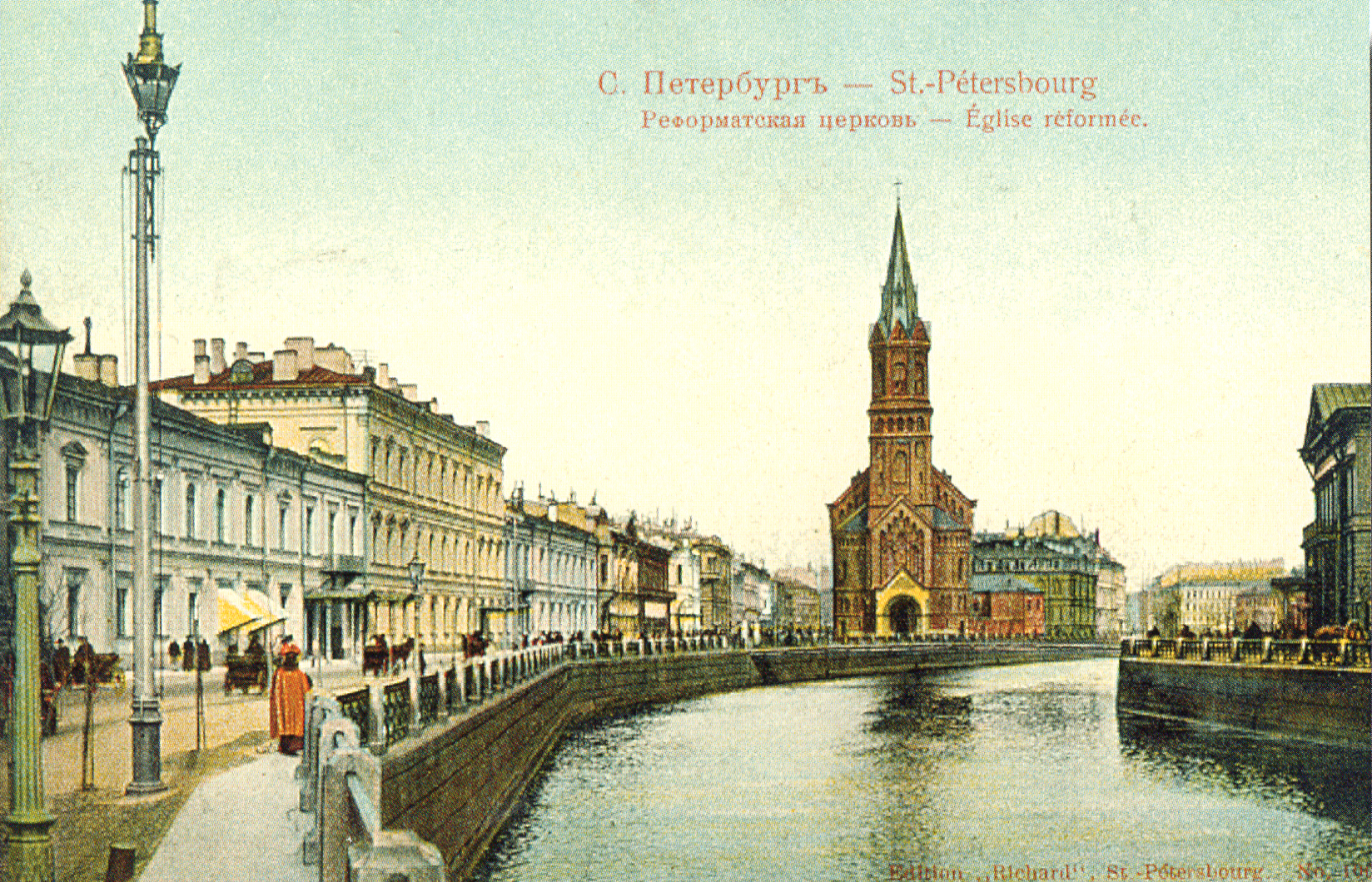
File:Post Card Ref-Church.jpg

После отделения от французов в 1858 немцы-реформаты получили на берегу Мойки участок для строительства своего храма. Всего в столице проживало перед переворотом около 4000 немцев-реформатов.
По проекту архитектора Г. А. Боссе 8 сентября 1862 года был заложен храм, строителем которого был Д. И. Гримм. Отличался простотой и гармонией линий, храм был освящен 24 октября 1865 года.
Храм закрыт в 1929 году. В 1932—1939 годах перестроен по проекту П. М. Гринберга и Г. С. Райца в конструктивистское здание Дома культуры работников связи.

## Молитвенные дома и часовни
- Часовня апостольской общины ирвингиан (ул. Рубинштейна (Троицкая), 5)

Секту «Апостолов последних дней» основал в Англии шотландский проповедник Эдвард Ирвинг. В этой секте литургия совершалась по-католически, но молящиеся сидели и пели псалмы как лютеране. В Петербурге секта появилась в конце 1860-х годов и распространялась генералом фон Эбергом. Число приверженцев её было 100—200 человек. В 1905 году секта переехала на Троицкую улицу. Служба шла на немецком языке. В 1933 году весной община ликвидирована.
- Дом Евангелия евангельских христиан — баптистов (24 линия В. О., 11)

Исповедовать свою веру было позволено баптистам в 1879 году. Вскоре у них появился небольшой молитвенный зал, посещаемый в основном немцами. В 1907 они объединились с евангельскими христианами и через два года зарегистрировали общину. 8.12.1910 в дни работы Всероссийского съезда баптистов состоялась закладка Дома Евангелия. 19.11.1913 собрания из-за нарушения строительного устава были запрещены. В конце августа 1915 проповедник Вильгельм Флетнер выслан из страны. В 1930 Дом Евангелия окончательно закрыт, а перестроенное здание занято заводом «Электроаппарат».